# Asbecesta cinctipennis
Asbecesta cinctipennis es un coleóptero de la familia Chrysomelidae. Fue descrita científicamente por primera vez en 1912 por Weise.